# Mikołaj (Paczuaszwili)
Mikołaj, imię świeckie Paata Paczuaszwili (ur. 19 lutego 1961 w Tbilisi) – gruziński duchowny prawosławny, od 2006 jednocześnie metropolita Achalkalaki i Kumurdo oraz Ameryki Południowej.

## Życiorys
30 września 1990 otrzymał święcenia diakonatu, a 24 lutego 1991 prezbiteratu. 31 maja 1996 przyjął chirotonię biskupią. 30 września 2006 podniesiony został do godności metropolity.